# Forsbro
Forsbro är en bebyggelse öster om Arbrå och vid östra stranden av Ljusnan i Arbrå socken i Bollnäs kommun. Från 2015 avgränsar SCB här en småort.